# De Tweeling (film)
De Tweeling is een Nederlandse speelfilm van Ben Sombogaart uit 2002, naar het gelijknamige boek van Tessa de Loo uit 1993.
De film was in mei 2004 te zien op het EU filmfestival in Thailand, en is uitgegeven door IDTV film.

## Verhaal
Na de dood van hun ouders groeien de tweelingzusjes Lotte en Anna Bamberg gescheiden op. Anna blijft in Duitsland en moet haar hele leven hard werken voor anderen. Lotte verhuist naar een Nederlandse familie die haar op het eerste gezicht alle kansen biedt. Aanvankelijk missen de zussen elkaar en proberen ze alles om weer bij elkaar te zijn. Omstandigheden en de tijd waarin ze leven zorgen echter voor obstakels die groter zijn dan de band die ze altijd voelen. Anna trouwt met een SS-officier die aan het einde van de oorlog sneuvelt. Lottes verloofde wordt vermoord in Auschwitz. Vijftig jaar na hun laatste, pijnlijke ontmoeting, komen ze elkaar weer tegen in een kuuroord. Lotte vlucht het bos in en wil dat Anna een andere kant op loopt. Ze krijgt toch spijt en loopt terug, waarna ze samen verder lopen en verdwalen. Eindelijk vergeeft Lotte Anna voor alles wat er is gebeurd. Omdat het donker wordt, besluiten ze om in het bos te blijven slapen. Als Lotte 's ochtends wakker wordt, ziet ze dat Anna is overleden. De hulpverleners vragen aan Lotte wie de vrouw is en zij zegt: “dit is Anna mijn tweelingzus”.

## Hoofdrollen
|       | kind           | jonge vrouw   | senior       |
| ----- | -------------- | ------------- | ------------ |
| Lotte | Julia Koopmans | Thekla Reuten | Ellen Vogel  |
| Anna  | Sina Richardt  | Nadja Uhl     | Gudrun Okras |

## Prijzen en nominaties
- Gewonnen: Gouden Kalf voor beste lange speelfilm (2003)
- Genomineerd: Gouden Kalf voor beste regie, beste camera, beste scenario en beste sound design (2003)
- Genomineerd: Oscar voor beste buitenlandse film (2004)